# Équilibre du vin
 (décembre 2024).
L'équilibre du vin est le but à atteindre dans le difficile travail d'œnologie pour que le vin présente le meilleur compromis entre les différentes saveurs.

## Saveur
La saveur est une sensation organoleptique qui excite les organes sensoriels du goût. Les quatre principales sont sucré, acide, amer et salé. La dernière n'est pas concernée dans la dégustation du vin. En revanche, d'autres sensations viennent s'ajouter aux saveurs de base.

### Acidité
L'acidité est la sensation piquante perçue sur les côtés et le dessous de la langue. Elle provient des acides organiques contenus dans le vin. (acide citrique, acide malique, acide tartrique et acide lactique pour les principaux)

### Sucré
Le sucre est la sensation douce perçue sur le bout de la langue. Elle provient des sucres contenus dans le vin, mais aussi de l'alcool. Les sucres naturels du raisin sont le glucose et le fructose. Un vin chaptalisé contient aussi du saccharose, sucre provenant de la betterave à sucre.

### Astringence
L’astringence est une sensation tactile du vin. Elle est due aux polyphénols du vin. (tanins surtout, les anthocyanes donnant peu de saveur) Lors de la dégustation, elle donne une sensation d'assèchement de la bouche et épaissit la salive. Elle s'apprécie en comparant la rugosité des tanins. Les vins de bonne qualité sont dits soyeux, veloutés. Les moins bien perçus donnent des tanins rapeux, rugueux, grossiers. La gradation peut se comparer à des tissus; du plus fin au plus grossier, on a la soie, le velours, le lin, le coton, le jean et la toile de jute.

### Brûlant
La brûlure est une sensation chaude qui agresse la bouche. Elle est due à l'alcool contenu dans le vin. Elle est faible par rapport à la dégustation des eaux-de-vie, mais sa perception est généralement un défaut du vin.

### Amertume
L'amertume est une sensation perçue dans le fond de la bouche. Elle est souvent liée à un défaut dans le vin. Elle est généralement due à une maturité incomplète ou à une extraction trop forte au pressurage (les tanins contenus dans le pépin de raisin sont amers et il suffit de croquer un pépin pour s'en rendre compte).

## Les types de vin

### Vin rouge
L'équilibre du vin rouge repose sur trois paramètres: l'acidité, l'alcool et la structure tannique. Le vinificateur privilégie la maturité des tanins lors du choix de date de vendange pour éviter des problèmes d'amertume et des arômes végétaux de tanins verts. À ce stade, l'acidité est parfois un peu faible pour contrebalancer les autres paramètres. Le choix des cépages est donc très important. Par exemple à Fronton, la négrette, cépage peu acide, a de tous temps été assemblée avec d'autres cépages chargés de l'épauler.

### Vin blanc
Le vin blanc sec ne repose que sur deux paramètres, l'acidité et l'alcool. Le délicat travail de vinification est lié, en amont, avec la décision de la date de récolte. Le raisin est dit à maturité technologique lorsque l'équilibre supposé entre acidité et alcool est atteint. Il se situe généralement autour d'une semaine avant la maturité des sucres. Cette maturité est le moment où le raisin a accumulé le maximum de sucre. Passé ce stade, l'augmentation du taux de sucre est essentiellement due à l'évaporation de l'eau (concentration du sucre dans la pulpe).

### Vin sucré
Le vin blanc doux est relativement plus facile à élaborer, le sucre venant apporter un troisième paramètre pour trouver un équilibre gustatif. L'acidité reste un paramètre important; si elle n'est généralement pas perçue, elle intervient dans la fraîcheur du vin. Son absence ou tout au moins sa présence trop discrète peut rendre le vin brûlant par excès d'alcool ou sirupeux par excès de sucre. Certains cépages qui conservent une bonne acidité sont ici importants: le petit manseng dans les vins de Jurançon ou Pacherenc du vic-bilh, le sauvignon dans l'assemblage des vins de sauternes ou monbazillac.
Pour les vins rouges sucrés, l'acidité est un peu laissée de côté. L'équilibre se trouve entre l'alcool, les tanins et le sucre.

## Voir également